# 費誾
費誾（1436年—1493年），字廷言，號補菴，直隸鎮江府丹徒縣人，民籍。明朝政治人物。

## 生平
應天府鄉試第四十八名。成化五年（1469年）參加乙丑科會試會試第一名，殿試登進士第二甲第二名，改庶吉士。成化七年（1471年）改翰林院編修。成化十三年（1477年）遷國子司業，弘治初任祭酒，歷官禮部右侍郎。

## 家族
曾祖父費文盛、祖父費仲榮、父亲費淑高。